# O Jesus, din kärlek
O Jesus, din kärlek är en sång av en okänd textförfattare och som sjungs till melodin "The bluebells of Scotland". Den svenska översättningen är gjord av Karl Larsson.

## Publicerad i
- Frälsningsarméns sångbok 1929 som nr 335 under rubriken "Jubel, erfarenhet och vittnesbörd".
- Musik till Frälsningsarméns sångbok 1930 som nr 335.
- Frälsningsarméns sångbok 1968 som nr 335 under rubriken "Det Kristna Livet - Jubel och tacksägelse".
- Frälsningsarméns sångbok 1990 som nr 512 under rubriken "Lovsång, tillbedjan och tacksägelse".